# Michael Cheika
Michael Cheika (Sydney, 4 de març de 1967) és un entrenador de rugbi australià i un exjugador de rugbi. Actualment és l'entrenador de la selecció de rugbi d'Austràlia. D'ascendència libanesa, Cheika és l'únic entrenador que ha guanyat la major competició de clubs de rugbi a cada hemisferi, guanyant la Copa Heineken amb Leinster el 2009 i el Super Rugby amb Waratahs el 2014. Durant la seva carrera, Cheika també ha entrenat a Padova, Randwick i Stade Français.